# Pterozauromorfy
Pterozauromorfy (Pterosauromorpha) – klad archozauromorfów, prawdopodobnie archozaurów z grupy Ornithodira. Zdefiniowany przez Kevina Padiana (1997) jako obejmujący wszystkie archozaury z grupy Ornithodira bliżej spokrewnione z pterozaurami niż z dinozaurami.
Poza Pterosauria może do nich należeć rodzina Lagerpetidae (przedstawiciele kladu Avemetatarsalia o niepewnej pozycji filogenetycznej, najczęściej klasyfikowani jako dinozauromorfy), Maehary, Scleromochlus (chociaż może być on bazalnym przedstawicielem Avemetatarsalia), Sharovipteryx (chociaż należy raczej do Prolacertiformes) oraz dwa jeszcze nieopisane formalnie późnotriasowe archozaury, których skamieniałości odkryto w Teksasie w osadach formacji Tecovas z późnego karniku oraz formacji Cooper Canyon z wczesnego noryku.